# Karel Kavina
Karel Kavina (5. září 1890 Smíchov – 21. ledna 1948 Praha) byl český botanik. 

## Život
Narodil se jako nejstarší syn smíchovského čalouníka Josefa Kaviny (1867–1909). Roku 1913 vystudoval filozofickou fakultu české Karlo-Ferdinandovy univerzity.
Karel Kavina byl profesorem botaniky na Českém vysokém učení technickém v Praze. Zabýval se taxonomií, morfologií, anatomií a bryologií. Publikoval několik atlasů a monografií a byl redaktorem dvou botanických časopisů. Spolupodílel se také na založení Krkonošského národního parku a ochraně tamní vzácné flóry, za což mu byl vystavěn pomník (Kavinova deska) v Obřím dole pod Sněžkou. U tohoto obelisku byl také po své smrti rozptýlen. Při cestě z Pece pod Sněžkou na Sněžku naleznete pomník po levé straně před dřevěným můstkem zhruba v polovině trasy.
Děkanem Vysoké školy zemědělského a lesního inženýrství v akademickém roce 1930/1931.

## Dílo
- Vzrůst, pohyby a rozmnožování rostlin: následky metabolismu. Praha: Ministerstvo zemědělství a lesnictví, 1942. 197 s.
- Anatomie dřeva. Praha: Ministerstvo zemědělství Republiky československé, 1932. 319 s. Dostupné online.

## Galerie

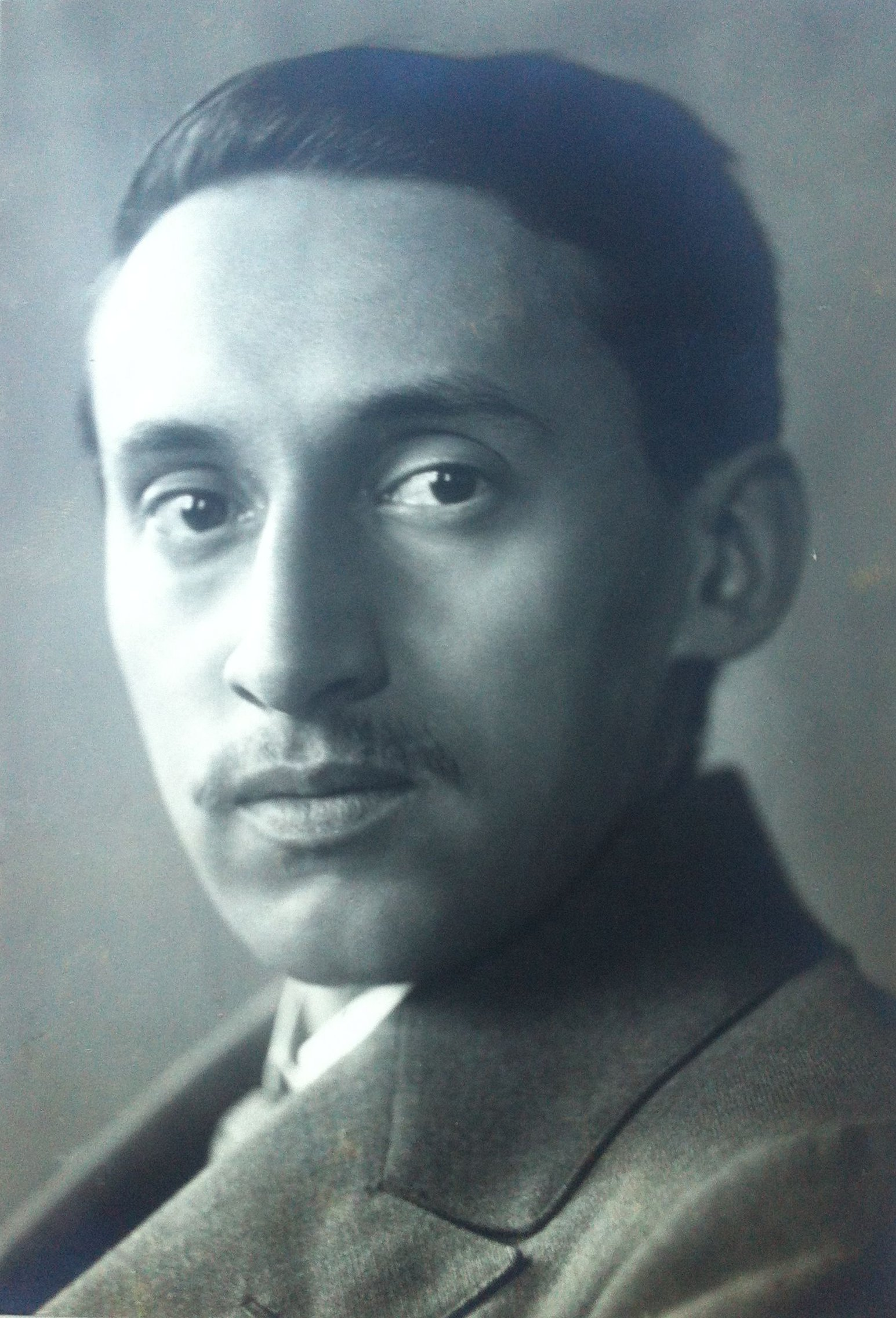
Karel Kavina
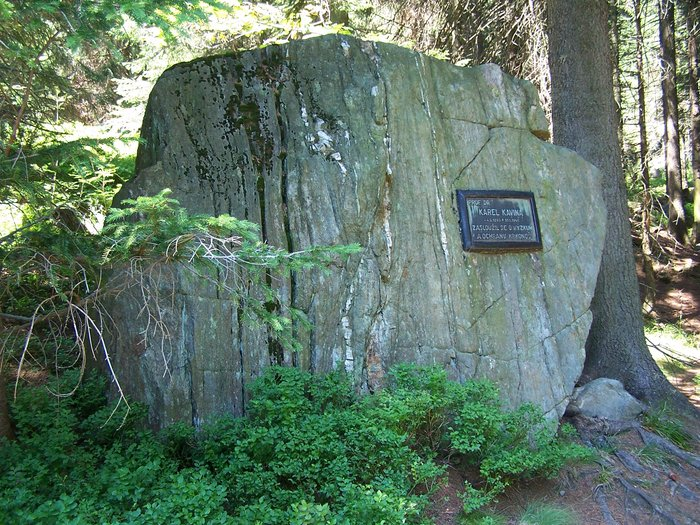
Obelisk Karla Kaviny v Obřím dole, kde byl rozptýlen jeho popel
Kavinova deska na obelisku v Obřím dole